# Hôtel de la rue Quesnel-Morinière
L'hôtel de la rue Quesnel-Morinière est un monument situé à Coutances, en France.

## Localisation
Le bâtiment est situé dans le département français de la Manche, à l'ouest du centre-ville de Coutances, au no 18 de la rue Quesnel-Moriniere, à 150 m au nord-l'ouest de la cathédrale Notre-Dame.

## Historique
La cage d'escalier et l'escalier avec sa rampe en bois sont inscrits au titre des monuments historiques depuis le 27 décembre 1989.